# Гранд-Басса
Гранд-Басса (англ. Grand Bassa County) — одне з графств Ліберії. Адміністративний центр — місто Б'юкенен.

## Географія
Розташоване в центральній частині країни. Межує з графствами: Рівер-Сесс (на сході), Німба (на північному сході), Бонг (на півночі), Маргібі (на заході). На півдні і південному заході омивається водами Атлантичного океану. Площа становить 7 932 км².

## Населення
Населення за даними на 2008 рік — 224 839 чоловік; середня щільність населення — 28,35 чол./км².
Динаміка чисельності населення графства по роках:
| 1984    | 1986    | 2008    | 2013    |
| ------- | ------- | ------- | ------- |
| 159 648 | 166 900 | 224 839 | 234 144 |

## Адміністративний поділ
Графство ділиться на 8 дистриктів (населення — 2008 року):
- Коммонвелт (англ. Commonwealth) (34 270 осіб)
- Округ №1 (англ. District #1) (25 180 осіб)
- Округ №2 (англ. District #2) (28 469 осіб)
- Округ №3 (англ. District #3) (47 721 осіб)
- Округ №4 (англ. District #4) (33 180 осіб)
- Нікрін (англ. Neekreen) (32 058 осіб)
- Оуенсгров (англ. Owensgrove) (13 687 осіб)
- Сент-Джон-Рівер (англ. St. John River) (10 274 осіб)